# Edith Wharton

Edith Wharton (ur. 24 stycznia 1862 w Nowym Jorku, zm. 11 sierpnia 1937 niedaleko Paryża) – amerykańska pisarka, pierwsza kobieta, która zdobyła Nagrodę Pulitzera, wielokrotnie nominowana do Nagrody Nobla.
Pochodziła z zamożnej nowojorskiej rodziny Jonesów, nazwisko Wharton dał jej mąż, który w 1913 roku trafił do szpitala psychiatrycznego.
W twórczości zajmowała się uprzywilejowanymi klasami Ameryki, zwłaszcza rodzinnego miasta oraz losami swoich rodaków odwiedzających Europę, zwłaszcza Paryż, ale pisała też o farmerach Nowej Anglii. Zjadliwie komentowała różne klasy amerykańskiego i europejskiego społeczeństwa, przenikliwie przyglądała się zmianom obyczajowym. Znała elitę literacką i polityczną swojej epoki i była trendsetterką w dziedzinie architektury krajobrazu i wystroju wnętrz. Pisała bardzo regularnie, powstało kilkadziesiąt książek.
Przebywała we Francji z małymi tylko przerwami od 1911 roku, także w czasie I wojny światowej (Legia Honorowa za pomoc uchodźcom).
Miała elegancką posiadłość w Massachusetts, potem w Hyères we Francji.
W latach 90. XX wieku powstały trzy znaczące filmy oparte na jej powieściach: Ethan Frome, reż. John Madden, 1993, Wiek niewinności, reż. Martin Scorsese, 1993, Świat zabawy, reż. Terence Davies, 2000.

## Twórczość

### Powieści
- The Touchstone, 1900
- The Valley of Decision, 1902
- Sanctuary, 1903
- The House of Mirth, 1905 (Świat zabawy)
- Madame de Treymes, 1907
- The Fruit of the Tree, 1907
- Ethan Frome, 1911 (Ethan Frome)
- The Reef, 1912
- The Custom of the Country, 1913 (Jak każe obyczaj[3], tłum. Karolina Rybicka)
- Summer, 1917
- The Marne, 1918
- The Age of Innocence, 1920 (Wiek niewinności) (Nagroda Pulitzera)
- The Glimpses of the Moon, 1922
- A Son at the Front, 1923
- Old New York, 1924
- The Mother's Recompense, 1925
- Twilight Sleep, 1927
- The Children, 1928
- Hudson River Bracketed, 1929
- The Gods Arrive, 1932
- The Buccaneers, 1938
- Fast and Loose, 1938 (pierwsza nowela, pisana w latach 1876-1877)

### Zbiory opowiadań
- The Greater Inclination, 1899
- Crucial Instances, 1901
- The Descent of Man and Other Stories, 1903
- The Other Two, 1904
- The Hermit and the Wild Woman and Other Stories, 1908
- Tales of Men and Ghosts, 1910
- Xingu and Other Stories, 1916
- Here and Beyond, 1926
- Certain People, 1930
- Human Nature, 1933
- The World Over, 1936
- Ghosts, 1937

### Poezje
- Verses, 1878
- Artemis to Actaeon and Other Verse, 1909
- Twelve Poems, 1926

### Literatura faktu
- The Decoration of Houses, 1897
- Italian Villas and Their Gardens, 1904
- Italian Backgrounds, 1905
- A Motor-Flight Through France, 1908
- Fighting France, from Dunkerque to Belfort, 1915
- French Ways and Their Meaning, 1919
- In Morocco, 1920
- The Writing of Fiction, 1925
- A Backward Glance, 1934 (autobiografia)

### Jako redaktor
- The Book of the Homeless, 1916